# Летећа риба (сазвежђе)
Летећа риба (лат. Volans) је једно од 88 савремених сазвежђа, припада јужној хемисфери. Дефинисао га је холандски астроном Петар Планције у 16. веку а први пут се појавило у атласу звезда Јохана Бајера „Уранометрија“ 1603. године под именом Piscis Volans (дословно „летећа риба“). Сазвежђе представља рибе из фамилије Exocoetidae које настањују јужна мора.

## Звезде
У овом сазвежђу нема ниједне звезде сјајније од 3. магнитуде. Најсјајнија звезда сазвежђа је бета Летеће рибе, променљиви наранџасти џин магнитуде 3,77 који се налази на око 108 светлосних година од Сунца.
Гама Летеће рибе је двојна звезда коју чине наранџасти џин (гама-2) и жутобели патуљак са главног низа ХР дијаграма (гама-1).
Епсилон Летеће рибе је тројни систем кога чине једна спектроскопска двојна и мањи пратилац. Зета Летеће рибе је двојна звезда чија је примарна компонента наранџасти џин. Делта Летеће рибе је жутобели светли џин удаљен од Сунца 660 светлосних година, а алфа бели субџин магнитуде 4,00 удаљен од Сунца 124 светлосне године.

## Објекти дубоког неба
је спирална галаксија коју је открио Џон Хершел у 19. веку. Изгледа извитоперено, као да је под утицајем нама невидљивог пратиоца.